# Lobsang Wangyal (médecin tibétain)
Ne doit pas être confondu avec Lobsang Wangyal.
Le docteur Lobsang Wangyal tibétain : བློ་བཟང་དབང་རྒྱལ, Wylie : Blo-bzang dbang-rygal (1920 - 19 mai 2003 Dharamsala), né à Chongye  au Tibet, est un moine et médecin tibétain, médecin personnel du 14e dalaï-lama en exil après sept ans d'incarcération au Tibet.

## Début de sa vie
Lobsang Wangyal est le fils de Phurbu Dorjee et Tsering Palzom né en 1920 à Chongye, au centre du Tibet, il a rejoint le monastère de Chongye Tashi Dechen pour étudier le bouddhisme.
En 1935, il a rejoint Men-Tsee-Khang pour étudier la médecine tibétaine. En 1944, il a eu la première occasion de rencontrer son professeur Dr. Khyenrab Norbu , fondateur de l'Institut de médecine tibétaine et d'astrologie de Lhassa et médecin personnel du 13e dalaï-lama. Il fut son élève et assistant. Plus tard, durant la révolution culturelle, Norbu usa de son influence pour s'assurer qu'il soit mieux traité.

## Arrestation et emprisonnement au Tibet
Le Dr. Lobsang Wangyal fut arrêté après le soulèvement tibétain de 1959. Envoyé à Drapchi, il fut condamné à 7 ans de prison. Il utilisa ses connaissances médicales pour soigner les malades et les blessés en prison, et put ainsi survivre à la révolution culturelle.

## Exil en Inde et travail au Men-Tsee-Khang
Dans les années 1980, lui et sa femme ont eu la permission de faire un pèlerinage en Inde, laissant deux garants au Tibet pour assurer leur retour. En Inde, le 14e dalaï-lama  lui demanda de rester et de pratiquer la médecine dans le rôle de son médecin personnel. Il hésita, car il devait retourner au Tibet, mais il accepta finalement de rester, et fut le médecin du dalaï-lama de 1984 à 2002.
Le Dr Lobsang Wangyal dirige la première équipe de médecins tibétains membres de l'Institut de médecine et d'astrologie tibétaine à Dharamsala, en Inde  qui visita Londres en novembre 1995, et qui comprend deux autres médecins traditionnels et un astrologue.

## Autobiographie
- (en) My Life My Culture, préface du 14e dalaï-lama, traduit par Bhuchung D. Sonam et Dhondup Tsering, Ridak Publisher, 2007.